# Gorenje Zabukovje
Gorenje Zabukovje je naselje u slovenskoj Općini Mokronog - Trebelnu. Gorenje Zabukovje se nalazi u pokrajini Dolenjskoj i statističkoj regiji Donjoposavskoj regiji. 

## Stanovništvo
Prema popisu stanovništva iz 2002. godine naselje je imalo 29 stanovnika.